# Salvatore Perfetti
Salvatore Perfetti (Piobbico, 11 febbraio 1896 – Carso, 23 maggio 1917) è stato un militare italiano.

## Biografia
Salvatore Perfetti nacque a Sarnano, nella frazione di Piobbico l'11 febbraio 1896, si arruolò nell'esercizio e venne spedito al fronte. Offertosi volontario per un pattugliamento e una cattura di un sito austro-ungarico e posizionatosi di vedetta, morì sotto colpi di fucileria nemica il 23 maggio 1917.

## Opere
Salvatore Perfetti non scrisse vere e proprie opere, ma solo un epistolario, composto da lettere e poesie scritte alla fidanzata Elia Mariotti. Tra queste lettere, spicca una poesia di "addio" all'amata, riportata nel volume "Glossario del dialetto di Sarnano e dintorni", elaborato dall'istituto comprensivo "G. Leopardi" di Sarnano.

## Onorificenze
La giunta comunale di Sarnano, il 27 settembre 2004 ha deliberato di rendere onore e riconoscere come eroi della prima guerra mondiale i sarnanesi e in occasione dell'anniversario del 4 novembre il sindaco ha pubblicamente dichiarato di voler intraprendere la procedura atta a dedicare al bersagliere Salvatore Perfetti una via del paese.